# 한 많은 대동강
"한 많은 대동강"은 1966년 공개된 대한민국의 영화이다.

## 배역
- 김지미
- 남궁원
- 최무룡
- 박노식
- 강문
- 박암
- 방수일
- 추석양
- 하명중